# Jill Roord
Jill Jamie Roord (Oldenzaal, 22 d'abril de 1997) és una futbolista professional neerlandesa que juga com a migcampista o defensa al club de la FA Women's Super League Manchester City FC i a la selecció dels Països Baixos.
Anteriorment va jugar al VfL Wolfsburg de la Frauen-Bundesliga alemanya, a l'Arsenal a la Super League anglesa, i al Bayern de Múnic a la Bundesliga i va guanyar diversos títols nacionals neerlandesos amb l'FC Twente a la màxima categoria de la lliga neerlandesa. La temporada 2015-16 de l'Eredivisie, va ser la màxima golejadora de la lliga.
El 2017, Roord va ajudar a liderar la selecció dels Països Baixos a la seva primera victòria a l'Eurocopa Femenina de la UEFA 2017 i dos anys més tard va competir amb la selecció dels Països Baixos durant el seu primer segon lloc a la Copa Mundial Femenina de la FIFA 2019 a França amb 22 anys.

## Primers anys de vida
Nascuda i criada a Oldenzaal, una ciutat de la província oriental d'Overijssel, el pare de Jill és un antic futbolista neerlandès, René Roord. La seva mare jugava a bàsquet. De petita, Roord sempre jugava a futbol a l'aire lliure amb nens, amics i germans abans i després de l'escola. Es va unir a un club per primera vegada als cinc anys. El seu ídol era Ronaldinho.

## Carrera de club

### FC Twente, 2013–2017
Roord va començar la seva carrera el 2008 a l'equip sub-13 del FC Twente i va progressar ràpidament pels equips juvenils. Als 16 anys va debutar al primer equip. Va ajudar l'equip a guanyar la BeNe League (lliga belga i neerlandesa combinades en una única Lliga jugada entre 2012 i 2015) dues vegades, l'Eredivisie una vegada i la Copa KNVB (Copa neerlandesa) una vegada. També amb el club va debutar a la Lliga de Campions de la UEFA el 2013. L'1 d'abril de 2017, va jugar el seu partit número 100 amb el club.

### Bayern de Múnic, 2017-2019

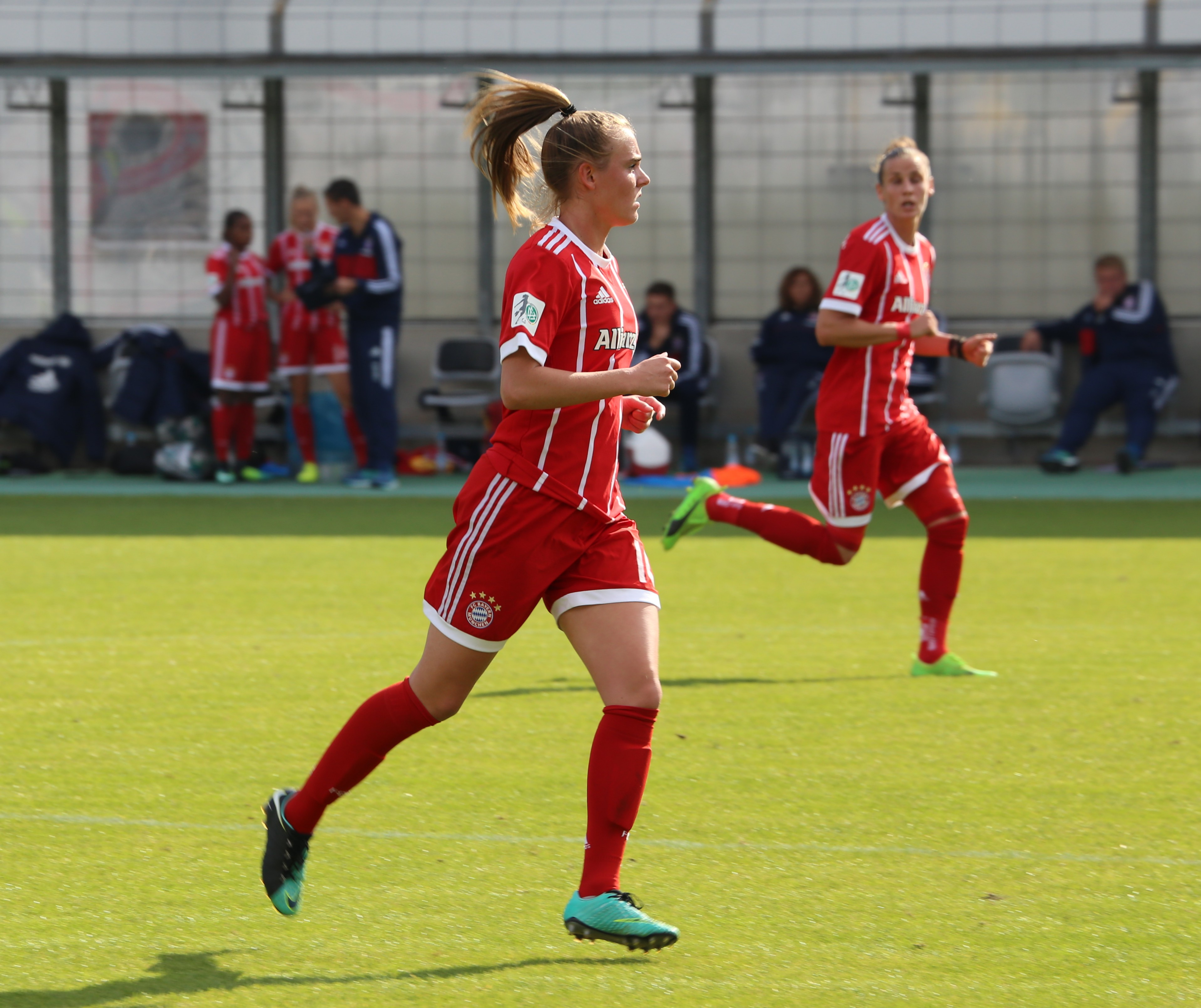
Roord jugant al Bayern de Múnic, 2017

Abans de la temporada 2017-18, Roord va signar un contracte de dos anys amb el Bayern de Múnic per jugar a la primera divisió d'Alemanya, la Frauen-Bundesliga. El 2 de setembre de 2017, va debutar amb el club en una victòria per 3-0 sobre l'SGS Essen. El 15 d'octubre de 2017, va marcar el seu primer gol en la victòria a casa per 2-0 contra l'SC Sand. Durant la seva primera temporada amb el club, Roord va marcar sis gols en els 17 partits que va jugar. El Bayern de Múnic va acabar en segona posició durant la temporada regular amb 17 victòries, 3 empats i 2 derrotes. Els seus sis gols van empatar amb altres dues jugadores com a terceres màximes golejadores de l'equip.
El 4 d'octubre de 2017, Roord va fer la seva primera aparició a la Lliga de Campions amb el club en una derrota per 1-0 davant el Chelsea.
Durant la temporada 2018-19, Roord va marcar 7 gols en 19 partits amb el Bayern de Múnic. A principis de temporada, l'entrenador en cap Thomas Wörle va dir d'ella: "Ja es pot dir que Jill és un dels talents més grans d'Europa. En els últims sis mesos, ha estat extremadament dura, ha marcat i ha propiciat molts gols." El Bayern de Múnic va acabar en segona posició amb 17 victòries, 1 empat i 4 derrotes. El 5 de maig de 2019, Roord va anunciar que deixaria el Bayern München al final de la temporada. Nou dies després, es va anunciar el seu fitxatge per l'Arsenal.

### Arsenal, 2019-2021

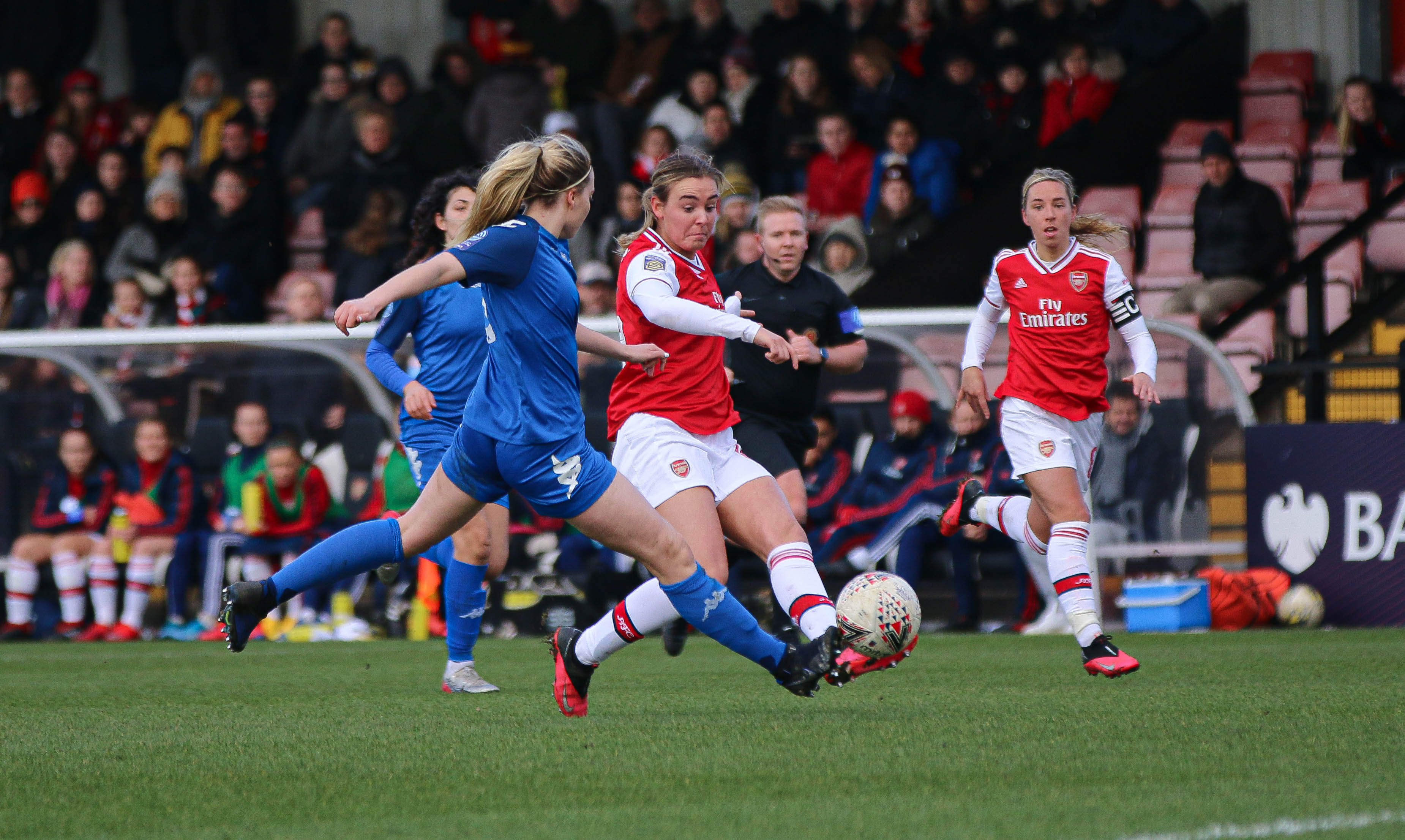
Roord jugant a l'Arsenal, febrer de 2020

Roord va signar amb l'Arsenal el 14 de maig de 2019. Durant un partit amistós contra el Tottenham Hotspur, va aconseguir un hat-trick en una victòria per 6-0. Roord va marcar dos gols en els catorze partits en què va jugar durant la temporada 2019-20 de la FA WSL. L'Arsenal va acabar en tercer lloc en la temporada regular, invicte amb 12 victòries i 3 empats i va quedar subcampió de la copa de la lliga després de ser derrotat pel Chelsea per 2–1 en la final.
Durant la temporada 2020-21 de la FA WSL, Roord va marcar dos hat-tricks consecutius en els partits d'obertura de la temporada de l'equip novament Reading i West Ham United. Va ser nomenada Jugadora del Mes del mes de setembre per la lliga i la primera futbolista femenina a ser nomenada a l'Equip Europeu de la Setmana DAZN. Va quedar absent alguns partits a causa d'una lesió al genoll que va patir durant un partit internacional contra Rússia.

### VfL Wolfsburg, 2021-2023
El 10 de maig de 2021, es va anunciar que Roord s'uniria al VfL Wolfsburg de la Frauen-Bundesliga a l'estiu des de l'Arsenal per una quota no revelada, Roord va signar un contracte amb el Wolfsburg fins al 2024. El 12 de setembre, Roord va marcar el seu primer gol amb el VfL Wolfsburg en un partit de lliga contra l'SC Sand, que van guanyar 4-0.

### Manchester City, 2023–
El 6 de juliol de 2023, es va anunciar que Roord havia signat un contracte de tres anys pel club anglès Manchester City FC de la WSL. Es va informar que la seva quota de traspàs superava els 300.000 £, la qual cosa la converteix en el fitxatge més car de la història del futbol anglès.

## Carrera internacional

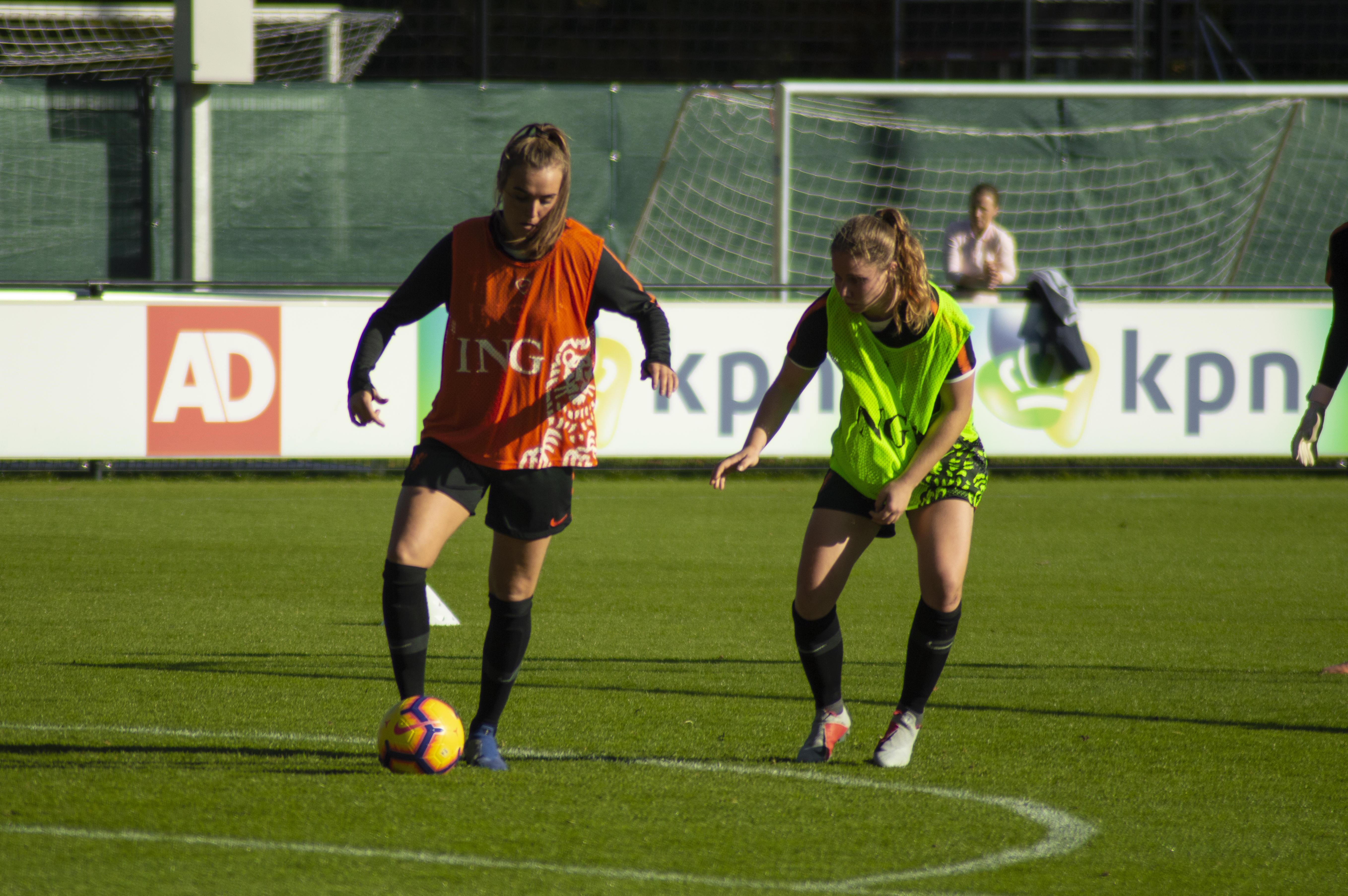
Roord i Sisca Folkertsma entrenant amb la selecció sènior, 2018

Roord ha representat els Països Baixos a la selecció nacional sènior i a diverses seleccions nacionals juvenils, com ara les seleccions sub-19, sub-17, sub-16 i sub-15. Roord va completar i guanyar el Campionat Femení sub-19 de la UEFA el 2014.

### Selecció sènior, 2015-present
Va debutar amb l'equip sènior el 7 de febrer de 2015 en un partit contra Tailàndia. El maig de 2015, va ser nomenada a la llista de 23 jugadores convocada per representar els Països Baixos a la Copa del Món Femenina de la FIFA 2015. El juny de 2017, va formar part de la plantilla de 23 jugadores que va guanyar l'Eurocopa Femenina de la UEFA 2017, per primera vegada per als Països Baixos. Després d'acabar el torneig, Roord i els seus companys van ser honrades pel primer ministre i el ministre d'Esports i es van convertir en cavallers de l'orde d'Orange-Nassau.
| «            | (anglès) To score the winning goal in my first World Cup game was amazing. It was the best moment [of my career] so far. After the game, I went to my family and my mum was crying. It was a really beautiful moment. | (català) Marcar el gol de la victòria en el meu primer partit de la Copa del Món va ser increïble. Va ser el millor moment [de la meva carrera] fins ara. Després del partit, vaig anar amb la meva família i la meva mare estava plorant. Va ser un moment realment bonic. | » |
| — Jill Roord | | |   |

El 2019, Roord va ser convocada per representar els Països Baixos a la Copa del Món Femenina de la FIFA 2019 a França. Va marcar el gol de la victòria dels Països Baixos durant el primer partit de l'equip del torneig contra Nova Zelanda, marcant el primer gol dels Països Baixos al torneig. El seu gol al minut 92 després d'entrat com a suplent va consolidar les bases del lideratge del grup E dels Països Baixos.
Roord va ser nomenada a la plantilla per als partits de classificació de l'Eurocopa Femenina de la UEFA 2022 (el 2021 es va ajornar a causa de la pandèmia de la COVID-19). Durant un partit contra Estònia el 30 d'agost de 2019, va marcar el segon gol dels Països Baixos en la victòria per 7-0 de l'equip. Roord va marcar el gol de la victòria dels Països Baixos en la victòria per 1-0 contra Rússia el 18 de setembre, consolidant encara més la classificació de l'equip a l'Eurocopa Femenina de la UEFA 2022.

## Palmarès
FC Twente
- Lliga BeNe: 2012–13, 2013–14
- Eredivisie: 2012–13 *, 2013–14 *, 2014–15 *, 2015–16
- Màxima golejador d'l'Eredivisie: 2015–16[3]
- Copa KNVB femenina: 2014–15

*  Durant el període de la BeNe League (2012 a 2015), l'equip neerlandès millor classificat és considerat campió nacional per la Reial Associació de Futbol dels Països Baixos.
Arsenal
- Subcampiona de la Copa de la Lliga femenina de la FA: 2020[32]

Selecció sub-19 de Països Baixos
- Campionat de la UEFA sub-19 femení: 2014

Selecció absoluta de Països Baixos
- Eurocopa femenina de la UEFA: 2017
- Copa Algarve: 2018[33]
- Copa del Món Femenina de la FIFA: subcampiona 2019[34]

Individual
- Jugadora del mes de la WSL: setembre de 2020[18]
- Equip europeu de la setmana DAZN[35]